# Labova e Kryqit

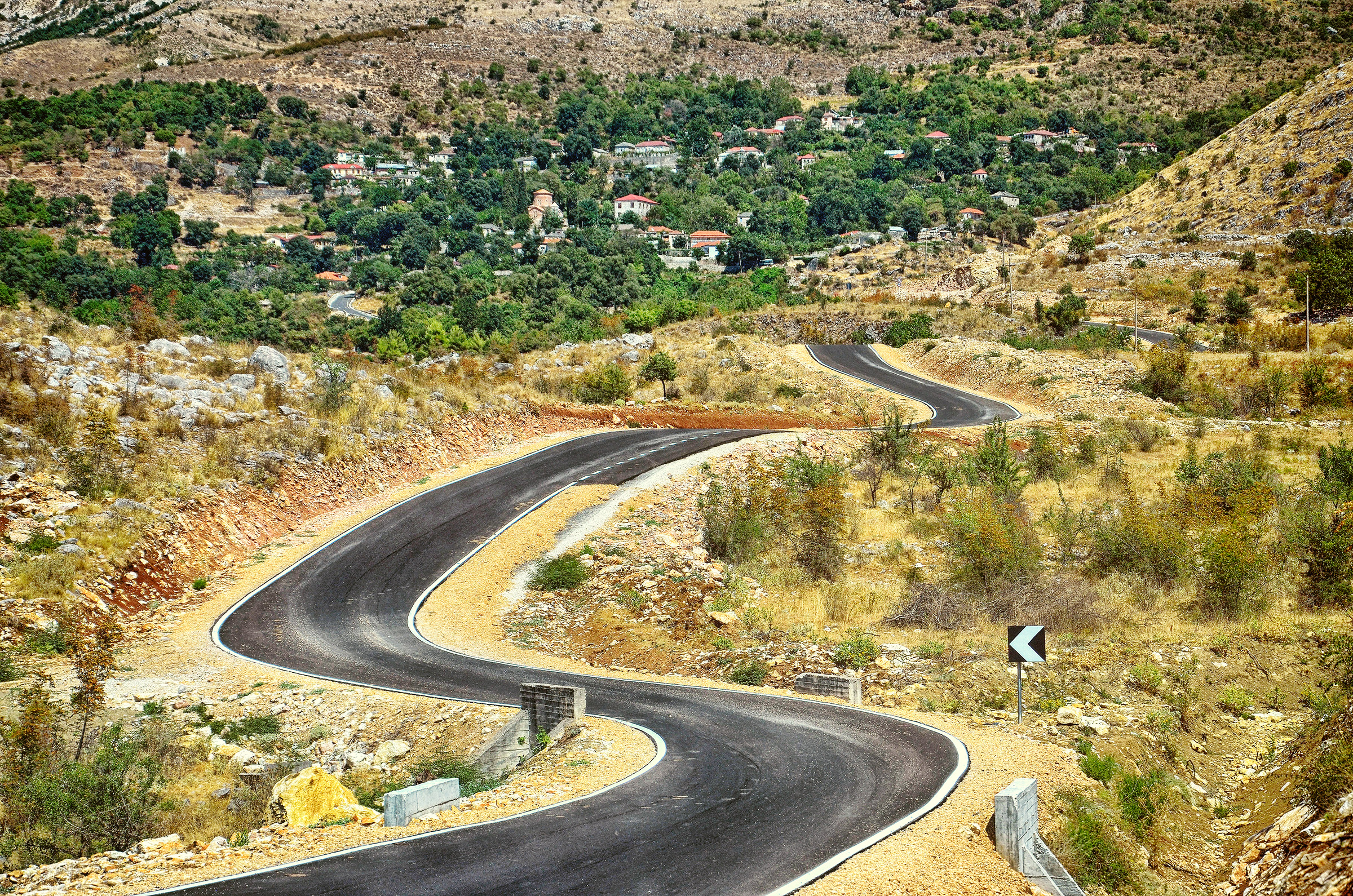
Zufahrtsstraße zum Dorf

Labova e Kryqit ist ein kleiner Ort im Süden Albaniens. Das Dorf gehört zur Gemeinde Libohova. Es liegt im Shëndëll-Lunxhëria-Buretoja-Gebirge östlich der Dropull-Ebene, die vom Drino durchströmt wird, und südlich von Gjirokastra.

Labova hat heute kaum mehr als 300 ständige Bewohner (Schätzung: 2006). Die meisten jungen Einwohner sind auf der Suche nach Arbeit in die albanischen Städte oder ins Ausland abgewandert. Die verbliebenen Bewohner leben teils von wenig ertragreicher Landwirtschaft in der kargen Bergregion, teils von Überweisungen emigrierter Verwandter, oder sie pendeln zur Arbeit in die Kreisstadt Gjirokastra. Der Ort ist von jeher von orthodoxen Albanern besiedelt. Es gibt dort kaum anderssprachige und andersgläubige Einwohner, obwohl die nähere Umgebung eher muslimisch geprägt ist und die regionale Minderheit der Orthodoxen zumeist Griechisch spricht.

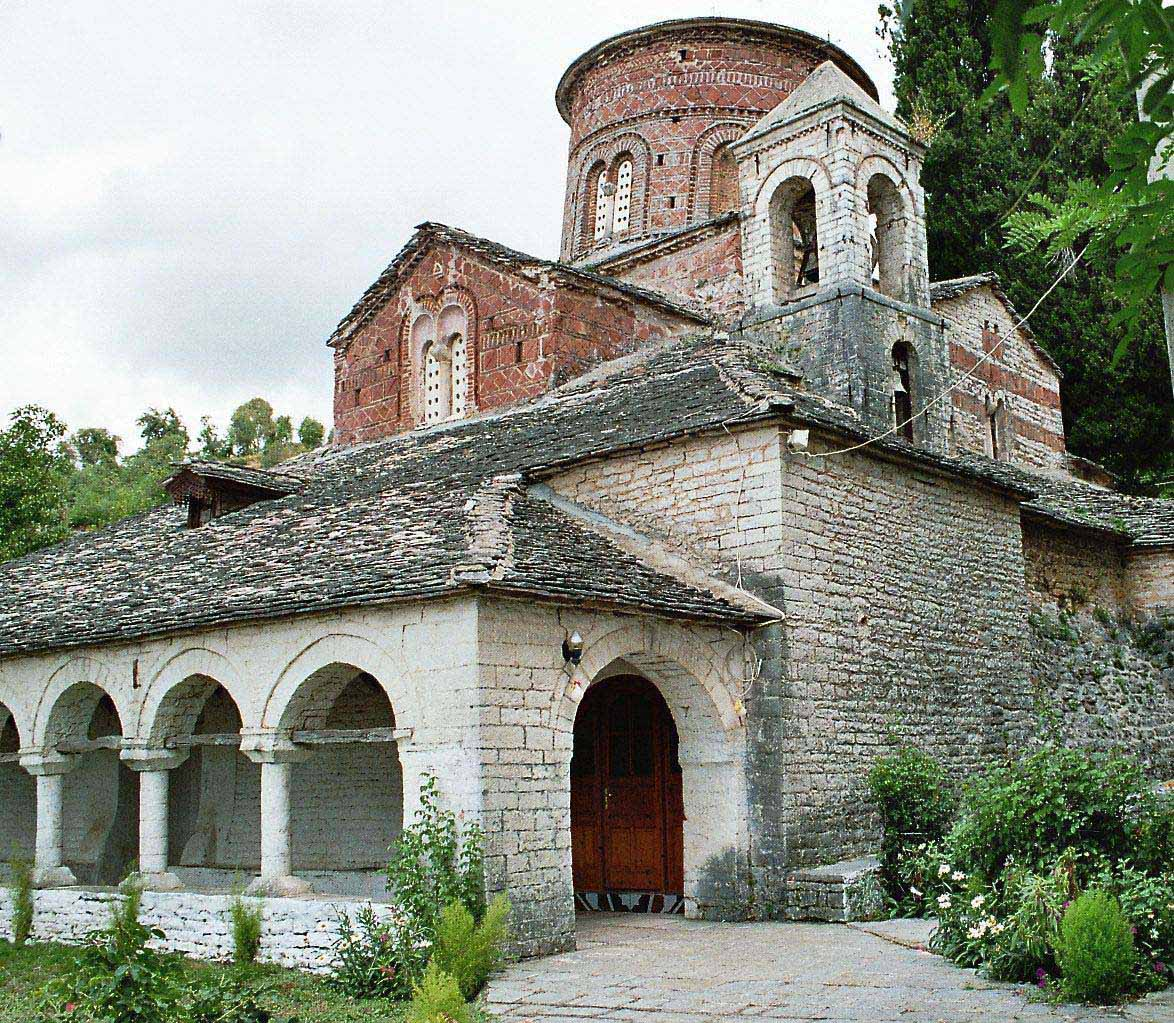
Marienkirche

In Labova steht eine der ältesten orthodoxen Kirchen Albaniens. Der Tradition nach wurde die der Muttergottes geweihte Kirche im 6. Jahrhundert von Kaiser Justinian gestiftet, der sie mit einer Reliquie des heiligen Kreuzes ausstattete und so zu einem wichtigen Wallfahrtsort machte. Die älteste heute zu besichtigende Bausubstanz stammt allerdings aus dem 10. Jahrhundert.

## Persönlichkeiten
- Vangjel Meksi (1863–1923), Arzt und Bibelübersetzer
- Foto Çami (1925–?), Politiker